# NCR Decision Mate V
NCR Decision Mate V (Decision Mate V) је професионални рачунар фирме NCR који је почео да се производи у САД током 1984. године.
Користио је Zilog Z80 - опционо Intel 8088 или Motorola 68008 микропроцесорску јединицу а РАМ меморија рачунара је имала капацитет од 64 kb, 128 kb, 256 kb или 512 kb зависно од модела (преко картица за проширења). 
Као оперативни систем кориштен је MSDOS 2.1, CP/M или CP/M 86 или CP/M 68K.

## Детаљни подаци
Детаљнији подаци о рачунару Decision Mate V су дати у табели испод.
|                       |                                                                                              |
| [ 1 ]                 |                                                                                              |
| Произвођач            |                                                                                              |
| Тип                   | професионални рачунар                                                                        |
| Меморија              | 64 , 128 , 256 или 512 зависно од модела (преко картица за проширења)                        |
| Поријекло             | Сједињене Америчке Државе                                                                    |
| Година                | 1984                                                                                         |
| Тастатура             | стил писаће машине, 91 тастер са 20 програмабилних функцијских тастера и нумеричка тастатура |
| Процесор              | - опционо 8088 или                                                                           |
| Фреквенција процесора | 4,88 (8088) / 4 (Z80)                                                                        |
| RAM                   | 64 , 128 , 256 или 512 зависно од модела (преко картица за проширења)                        |
| ROM                   | непознато                                                                                    |
| Текст                 | 40 или 80 стубова x 25 линија                                                                |
| Графика               | 576 x 432 тачака                                                                             |
| Боја                  | једна боја, уграђени монитор (зелена / црна)                                                 |
| Звук                  | мали звучник                                                                                 |
| Димензије             | 47,1 (ширина) x 37,5 (дубина) x 14,5 (висина) (главна јединица) / Укупна тежина: 24          |
| Портови               |                                                                                              |
| Оперативни систем     | 2.1, или 86 или                                                                              |